# Bernardin Pavlović
Bernardin Pavlović je bio franjevac i hrvatski pisac iz Dubrovačke Republike. 
Rođen je u Stonu.
Za povijest hrvatskog jezika i hrvatstva Dubrovnika je bitan po dvjema knjigama tiskanim u Mlecima 1747. godine, u kojima je na naslovnoj stranici stajalo: 
Priprauglegnie za dostoino rechi suetu missu i posli iste Boggu zahuaglegne / i zuagieno iz missala rimskoga i skupgleno, iz tomaçeno iz mnoghi ostaly devoti kniga i u' haruaski jezik pomgliuo i virno privedeno po Ozcu Fra Bernardinu Paulovichiu iz Dubrounika Reda Svetoga O. Franceska ... - U Mleczi, 1747 .